# Джеменя
Джеменя (рум. Gemenea) — село у повіті Сучава в Румунії. Входить до складу комуни Стулпікань.

## Розташування
Село знаходиться на відстані 335 км на північ від Бухареста, 47 км на південний захід від Сучави, 145 км на захід від Ясс.

## Історія
Давнє українське село південної Буковини. 
1849 року село та пов’язані з ним хутори організовані в ґміні Джеменя (Gemeinde ger.) як місцева адміністративна одиниця князівства Буковина в складі Австро-Угорської імперії.
1874 року розпочато будівництво майбутньої церкви святих Петра і Павла.
За переписом 1900 року в селі Джеменя Кимполунгського повіту були 206 будинків, проживали 792 мешканці: 440 українців, 210 румунів, 96 німців, 34 євреї та 4 особи інших національностей.

## Населення
За даними перепису населення 2002 року у селі проживали 913 осіб, усі — румуни. Усі жителі села рідною мовою назвали румунську.